# Орденская колодка
Орденская колодка, колодка (в текстах описаний ордена или медали), колодочка — конструктивная часть награды (медали или ордена), которая представляет собой прямоугольную, пятиугольную или иную металлическую пластину.

## Описание
Орденская или медальная колодка с лицевой стороны обтянута орденской лентой, с обратной стороны имеет булавку или специальный болт для прикрепления к одежде награждённого.
Пятиугольные колодки в большой степени похожи друг на друга, среди них выделяется «Медаль Ушакова», у которой поверх лицевой стороны колодки размещена миниатюрная якорная цепь.
Пятиугольная колодка для лент к орденам и медалям Советского Союза представляет собой пятиугольную пластинку, обращённую одним углом вниз. Пластинка имеет в нижнем углу фигурный вырез для прикрепления ордена или медали Союза ССР к колодке. На оборотной стороне пластинки имеется приспособление для прикрепления колодки к одежде.
Высота пластинки колодки от вершины нижнего угла до середины верхней стороны — 50 миллиметров, длина верхней стороны — 26 миллиметров длина каждой из боковых сторон — 39 миллиметров, длина каждой из сторон, образующих нижний угол — 26 миллиметров.
При ношении на левой стороне груди двух и более орденов с пятиугольными колодками, а также при ношении медалей вместе с указанными орденами их колодки соединяют в ряд общей планки (не следует путать эту конструкцию с орденскими планками), причём верхние стороны колодок должны примыкать друг к другу, образуя непрерывную прямую линию, а каждая колодка, расположенная справа, должна перекрывать собой левую.
Такие объединённые между собой колодки заказываются и изготавливаются в специальных мастерских. Обычно они крепятся на одну общую булавку. Расположение награды регламентируется соответствующими документами того или иного государства.